# Nobody Nothing Nowhere
Nobody Nothing Nowhere – piąta solowa płyta warszawskiego producenta muzycznego Mikołaja "Noona" Bugajaka, wydana 22 lutego 2020 roku nakładem wytwórni Nowe Nagrania. EP-ka ta, w przeciwieństwie do poprzedniczki, nie zawierała singli, poza opublikowanym na ponad pół roku przed zapowiedzią albumu utworem "Spektrum". Pomysł na płytę i pierwsze szkice utworów powstały w Gdyni. Prace nad nimi były kontynuowane w Londynie i w Warszawie, finalne nagrania zaś zostały zrealizowane w Łodzi. Za oprawę graficzną płyty odpowiada Alan Kamiński, zaś za zdjęcia na okładce i w booklecie dołączonym zarówno do wersji winylowej, jak i CD krążka – Max Bugajak i Mikołaj Bugajak.

Komentarz producenta odnośnie do albumu: 

Atmosfera tworzenia tej muzyki przypominała mi okres kiedy powstawały 'Gry studyjne'. Praca w alienacji z jedną maszyną była jednak zdecydowanie bardziej zaawansowana. Wzbogaceniem brzmienia albumu okazały się dwie krótkie sesje nagraniowe podczas, których zarejestrowałem bas (Piotr Połoz), bębny (Marcin Awierianow) oraz skrzypce (Tomasz Mreńca). Nie jest przypadkiem, że są to wyłącznie muzycy, z którymi gram koncerty. Swoje partie, choć powstały w maszynie również wgrywałem w sposób jaki robię to na żywo co zapewniło im element ruchu i życia.
'Nobody Nothing Nowhere' jest albumem o ucieczce, która okazuje się niemożliwa. Wszelkie zmagania i próby zmiany przeznaczenia przypominają podróż po spirali. Płyta składa się z trzech opowieści, a podsumowuje je utwór 'Spektrum'. Całość ukazuje się niecałe dwa lata po premierze 'Algorytmu', ze względu na przeżycia, którymi chciałem się podzielić.

## Twórcy
Opracowano na podstawie materiału źródłowego.
- Mikołaj Bugajak – produkcja, instrumenty klawiszowe, sampler

- Piotr Połoz – gitara basowa

- Marcin Awierianow – perkusja

- Tomasz Mreńca – skrzypce

## Lista utworów
Opracowano na podstawie źródła.
1. "Delta Mare" – 7:17
2. "Bergenske" – 9:36
3. "Trion" – 9:25
4. "Spektrum" – 4:03